# 雅各布·史密斯
雅各布·赫德·史密斯（英語：Jacob Hurd Smith，1840年1月29日—1918年3月1日），是美国陆军将军，因为美菲战争中对萨马岛的报复屠戮而臭名昭著，后来受到军事法庭的审判，于1902年确定罪行，结束自己在美国军队中的职业生涯。為了報復巴蘭吉加戰役的死傷，史密斯下令殺死所有在萨马岛、十歲以上的菲律賓男人。他因這一事件受到軍事法庭的審判，菲律賓歷史學家認為死亡數字約為5萬人。